# Винарија Тривановић
Винарија Тривановић се налази у Ердевику, почела је 1959. године са скромних 50 ари винограда, док данас са 49ha винограда винских сорти, међу којима италијански ризлинг и траминац, производи 150.000 литара вина годишње.
Од белих сорти ту су још Chardonnay, Sauvignon Blanc, Pinot Grigio и црвене сорте Merlot, Cabernet Sauvignon, Франковка i Shiraz.